# آولوس كورنيليوس سيلسوس

كتاب De medicina.

آولوس كورنيليوس سيلسوس هو موسوعي رومي معروف بسبب كتابه الموجود والذي اسمه باللاتينية: دي ميديسينا والذي يعني الطب. ويعتقد أن هذا الجزء هو الوحيد الباقي من موسوعة أكبر. هذا الكتاب كان يعد مصدرا أوليا في الصيدلة والجراحة والتغذية.
يعتقد أن الأجزاء الأخرى من الموسوعة تحتوي على مواضيع القانون والبلاغة والأدب العسكري. كما ساهم كورنيليوس سيلسوس في وضع تصنيف لأمراض الجلد مثل ميرميسيا. كما أن اسمه يستخدم في المصطلحات الطبية مثل شهدة سلزية وباحة سلزية وثعلبة سلزية.
ولد كورنيليوس سيلسوس في حدود سنة 25 قبل الميلاد وتوفي في حدود سنة 50 ميلادية ،وقد استطاع وَصف الأربع علامات الرئيسية للالتهاب التي اعتَبرها :الألم ،الحرارة ،الوَرم والاحمرار.

## أعماله
- كتاب الطب لآولوس كورنيليوس سلزوس، وتوفرت أول نسخة مطبوعة من الكتاب عام 1478.
- كتاب في الزراعة اعتمد كولوميلا عليه في كتابه كولوميلا.

وهذه قائمة بأهم أعماله بأسمائها الأصلية وروابط للإطلاع عليها باللغين اللاتينية والإنكليزية:
- In hoc volvmine haec continentvr Avrelii Cornelii Celsi medicinae libri VIII : qvam emendatissimi, Graecis etiam omnibvs dictionibvs restitvtis. Beigefügte Werke: Qvinti Sereni Liber de medicina et ipse castigatiss. Accedit index in Celsvm et Serenvm sane qvam copiosvs ... [Hrsg.: Ioannes Baptista Egnatius]. Venetiis : in aedibvs Aldi et Andreae Asvlani soceri, 1528. نسخة رقمية في جامعة ومكتبة دوسلدورف.
- Aurelii Cornelij Celsi de arte Medica libri octo : multis in Locis iam emendatiores longè, quàm unquam antea, editi . Beigefügte Werke: Accessit quoque Rerum & Verborum in hisce omnibus memorabilium locupletissimus Index . Basileae : Oporinus, 1552 نسخة رقمية في جامعة ومكتبة دوسلدورف.
- Aur. Corn. Celsi De medicina : libri octo ; cum notis integris Joannis Caesarii, Roberti Constantini, Josehi Scaligeri, Isaaci Casauboni, Joannis Baptistae Morgagni, Ac locis parallelis. Lugduni Batavorum : Joh. Arn. Langerak, 1746. نسخة رقمية في جامعة ومكتبة دوسلدورف.

## وصلات خارجية
- آولوس كورنيليوس سيلسوس على موقع الموسوعة البريطانية (الإنجليزية)

- De Medicina at LacusCurtius (النص اللاتيني الأصلي والترجمة الإنكليزية لكتاب De Medicina)